# Кайзер, Фридрих Генрих Эммануэль
Фридрих Генрих Эммануэль Кайзер (нем. Friedrich Heinrich Emmanuel Kayser; 1845—1927) — немецкий геолог, палеонтолог; член-корреспондент российской Императорской академии наук (1892).
Брат учёного-физика Генриха Кайзера.

## Происхождение
Эмануэль Кайзер был первым из пяти детей Иоганна Якоба Августа Генриха Кайзера (12.06.1817, Кёнигсберг — 28.01.1910, Тироль); дед — Август Имануэль Кайзер (17.02.1785, Трептов-на-Реге — 12.10.1858).
Отец женился 17 сентября 1843 года на Амалии Доротее фон Мец (10.07.1812, Смоленск — 04.12.1880, Берлин); венчание состоялось в Архангельском соборе Московского Кремля. Родителями Амалии фон Мец были майор русской императорской армии Фридрих фон Мец (?—1819) и Элизабет Беата Мария, урожденная фон Вахтен (19.11.1784, Эстляндия — 31.05.1862, Галле), ставшая впоследствии начальницей Московского Императорского педагогического института)).

## Биография
Родился 26 марта 1845 года[по какому календарю?] близ Кёнигсберга в фамильном имении отца.
В девятилетнем возрасте был отправлен родителями в Москву к бабушке, которая руководила Императорским воспитательным домом. Здесь Эммануэль выучил русский язык. В 1857 году он вернулся на родину, с 1858 года посещал гимназию в Висбадене и в 1864 году поступил на естественный факультет Галльского университета ), где изучал геологию и минералогию под руководством К. Жирара. В 1866—1867 годах продолжил изучение химии в университете Гейдельберга у Р. Бунзена и петрографии в университете Берлина (1868—1869 годы) под руководством Г. Розе (в этом же университете он прошёл палеонтологическую школу у Г. Бейриха).
В 1870 году защитил диссертацию о контактовом метаморфизме на территории Гарца «Über die Contactmetamorphose der kornigen Diabase im Harz» и в этом же году совершил длительную поездку по Германии, Бельгии и Люксембургу. В 1871 году в Берлинском университете получил звание доктора философии и прошёл хабилитацию; был профессором университета.
В 1885 году был утверждён в должности профессора геологии университета Марбурга, где дважды (1892—1893 и 1908—1909) избирался деканом философского факультета.
В 1870 году он начал изучение девонских отложений Германии, чему был посвящен его труд «Studien aus dem Gebiete des Rheinischen Devons». В 1873 году Кайзер начал сотрудничать с Прусской геологической службой и принимал участие в геологической съемке страны. В 1874—1885 годах изучал вулканические области Италии и Германии.
Начав преподавание в Марбургском университете и обнаружив нехватку учебной литературы, учёный написал руководство по стратиграфии «Lehrbuch der Geologischen Formationskunde», выдержавшее за 30 лет семь изданий. В 1893 году вышел в свет его двухтомный учебник по общей геологии «Lehrbuch der Allgemeinen Geologie», переведённый в 1893 году на английский язык. В 1915 году Кайзер издал краткий курс общей геологии и стратиграфии «Abriß der Allgemeinen und Stratigraphischen Geologie», который выдержал пять изданий за 10 лет. В 1882 году вместе с Вильгельмом Дамесом Эммануил Кайзер начал издавать палеонтологический журнал «Palẩontologische Abhandlungen».
В 1915 году немецкое научное сообщество готовилось торжественно отметить 70-летие Фридрих Генрих Эммануэль Кайзер, но начавшаяся Первая мировая война нарушила эти планы. Эммануил Кайзер был постоянным участником сессий Международного геологического конгресса (МГК). С 1871 года он состоял членом Императорского Санкт-Петербургского минералогического общества. 2 декабря 1892 года был избран членом-корреспондентом по разряду физических наук Физико-математического отделения Императорской Санкт-Петербургской академии наук. Немецкий ученый поддерживал контакты с русскими геологами, совершив с ними некоторые поездки по Богемии и Тюрингии.
В Германии заслуги Эммануэля Кайзера были отмечены тремя академиями: с 1883 года он состоял членом Немецкой академии естествоиспытателей Леопольдина; в 1916 году был избран членом-корреспондентом Баварской академии наук; в 1917 году — членом-корреспондентом Королевской академии наук в Берлине. Был также почётным членом Немецкого геологического общества, членом-корреспондентом Геологического общества Лондона, членом Геологического общества Стокгольма и Геологического общества Китая. В 1909 году он был избран одним из первых неамериканских членов Геологического общества Америки.
Умер 30 ноября 1927 года в Мюнхене.